# Japan Open Tennis Championships 1988
Il Japan Open Tennis Championships 1988 è stato un torneo di tennis giocato sul cemento. 
È stata la 16ª edizione del Japan Open Tennis Championships, che fa parte della categoria del Nabisco Grand Prix 1988 e della Tier IV nell'ambito del WTA Tour 1988. 
Sia il torneo maschile che quello femminile si sono giocati al Ariake Coliseum di Tokyo in Giappone, dall'11 al 17 
aprile 1988.

## Vincitori

### Singolare maschile
John McEnroe ha battuto in finale  Stefan Edberg con il punteggio di 6–2, 6–2

### Singolare femminile
Patty Fendick ha battuto in finale  Stephanie Rehe con il punteggio di 6–3, 7–5

### Doppio maschile
John Fitzgerald /  Johan Kriek hanno battuto in finale  Steve Denton /  David Pate con il punteggio di 6–4, 6–7, 6–4

### Doppio femminile
Gigi Fernández /  Robin White hanno battuto in finale  Lea Antonoplis /  Barbara Gerken con il punteggio di 6–1, 6–4